# Furneux Pelham
Furneux Pelham est une paroisse civile et un village du Hertfordshire, en Angleterre.